# Den Ouden Bosch
Den Ouden Bosch is de naam van enkele natuurgebieden tussen Hulsberg en Wijnandsrade in de Nederlandse provincie Limburg. De gebieden zijn eigendom van Staatsbosbeheer.
Het gebied omvat 26 ha (stand 1996), inclusief de Hulsberger Beemden. Hiernaast omvat het enkele bossen ten westen van Wijnandsrade, waarin zich enkele bronnen bevinden. Tot de dierenwereld behoren das, steenmarter en hamster.